# Nashville (Arkansas)
Nashville és una població dels Estats Units a l'estat d'Arkansas. Segons el cens del 2000 tenia 4.878 habitants.

## Demografia
Segons el cens del 2000, Nashville tenia 4.878 habitants, 1.857 habitatges, i 1.179 famílies. La densitat de població era de 412,1 habitants/km².
Dels 1.857 habitatges en un 33% hi vivien nens de menys de 18 anys, en un 41,6% hi vivien parelles casades, en un 18,5% dones solteres, i en un 36,5% no eren unitats familiars. En el 32,8% dels habitatges hi vivien persones soles el 14,9% de les quals corresponia a persones de 65 anys o més que vivien soles. El nombre mitjà de persones vivint en cada habitatge era de 2,45 i el nombre mitjà de persones que vivien en cada família era de 3,12.
Per edats la població es repartia de la següent manera: un 27,6% tenia menys de 18 anys, un 9,6% entre 18 i 24, un 27% entre 25 i 44, un 19,2% de 45 a 60 i un 16,6% 65 anys o més.
L'edat mediana era de 35 anys. Per cada 100 dones de 18 o més anys hi havia 83,4 homes.
La renda mediana per habitatge era de 23.480 $ i la renda mediana per família de 28.611 $. Els homes tenien una renda mediana de 24.494 $ mentre que les dones 17.480 $. La renda per capita de la població era de 13.258 $. Entorn del 18,7% de les famílies i el 21,4% de la població estaven per davall del llindar de pobresa.

## Poblacions més properes
El següent diagrama mostra les poblacions més properes.